# Bloqueio da Alemanha (1914–1919)
O Bloqueio da Alemanha, ou Bloqueio da Europa, ocorreu de 1914 a 1919. O bloqueio naval prolongado foi conduzido pelos Aliados durante e após a Primeira Guerra Mundial  num esforço para restringir o fornecimento marítimo de mercadorias às Potências Centrais, que incluíam a Alemanha, a Áustria-Hungria e o Império Otomano. O bloqueio é considerado um dos elementos-chave para a eventual vitória dos Aliados na guerra. O fornecimento restrito de materiais estratégicos, como minérios metálicos e petróleo, teve um efeito prejudicial no esforço de guerra das Potências Centrais, apesar dos esforços engenhosos para encontrar outras fontes ou substitutos.
Entretanto, por meio de uma sequência de eventos, os Aliados declararam contrabando de alimentos e é esse aspecto do bloqueio que continua sendo o mais controverso. Em dezembro de 1918, o Conselho Alemão de Saúde Pública afirmou que 763.000 civis alemães já tinham morrido de fome e doenças causadas pelo bloqueio.   Um estudo académico realizado em 1928 estimou o número de mortos em 424.000,  com números semelhantes ou inferiores fornecidos por estudiosos mais recentes, observando, no entanto, complicações com o grau de atribuição das mortes por gripe espanhola.   Cerca de 100.000 pessoas podem ter morrido durante a continuação do bloqueio pós-armistício em 1919.  No entanto, foi salientado que houve uma mortalidade civil excessiva ainda ligeiramente maior durante a guerra no Reino Unido, um país que foi muito menos afectado pela escassez de alimentos (embora isto também possa ser atribuído à epidemia de gripe e a doenças como a bronquite e a tuberculose, que não estavam estritamente relacionadas com a nutrição). 
Tanto a Alemanha quanto o Reino Unido dependiam fortemente de importações para alimentar sua população e abastecer sua indústria bélica. As importações de alimentos e material de guerra para os beligerantes europeus vinham principalmente das Américas e tinham que ser enviadas através do Oceano Atlântico, o que fez com que a Grã-Bretanha e a Alemanha tentassem bloquear uma à outra. A Marinha Real Britânica era superior em número e podia operar em todo o Império Britânico, enquanto a frota de superfície alemã, a Kaiserliche Marine, estava restrita principalmente à Baía Alemã, usando seus navios mercantes e submarinos de guerra em outros lugares. Inicialmente, a Alemanha conseguiu usar países neutros como um canal para o comércio global, mas, com o tempo, a pressão britânica, o envolvimento americano e os erros alemães levaram ao isolamento econômico total. 

## Antecedentes
Antes da Primeira Guerra Mundial, uma série de conferências foram realizadas em Whitehall em 1905-1906 sobre cooperação militar com a França no caso de uma guerra com a Alemanha. O Diretor de Inteligência Naval, Charles Ottley, afirmou que duas das funções da Marinha Real em tal guerra seriam a captura de navios comerciais alemães e o bloqueio de portos alemães. Um bloqueio era considerado útil por dois motivos: poderia forçar a frota inimiga a lutar e poderia atuar como uma arma econômica para destruir o comércio alemão. No entanto, foi somente em 1908 que um bloqueio da Alemanha apareceu formalmente nos planos de guerra da Marinha e, mesmo então, algumas autoridades estavam divididas sobre sua viabilidade. Os planos permaneceram em constante mudança e revisão até 1914, com a Marinha indecisa sobre a melhor forma de operar tal bloqueio. Um "bloqueio próximo" tradicional envolvia navios de guerra posicionados diretamente do lado de fora dos portos inimigos. Em 1912, melhorias na tecnologia naval, especialmente em torpedeiros, minas, artilharia costeira e submarinos, levaram ao receio de que os navios bloqueadores ficassem vulneráveis. Portanto, em Julho de 1914, os britânicos decidiram que, em caso de guerra com a Alemanha, um “bloqueio distante” controlando a entrada no Oceano Atlântico através do Mar do Norte seria a melhor estratégia. 
Enquanto isso, a Alemanha não havia feito planos específicos para administrar seus suprimentos de alimentos em tempos de guerra, já que em tempos de paz produzia cerca de 80% de seu consumo total. Os alemães também esperavam requisitar suprimentos dos territórios ocupados; além disso, as importações terrestres da Holanda, Escandinávia e Romênia não seriam afetadas por nenhum bloqueio naval. Um componente essencial do pensamento militar alemão era a percepção de que, apesar do suprimento de alimentos, a perspectiva da Alemanha de vencer uma longa guerra com aliados relativamente fracos contra o Reino Unido, a França e a Rússia era duvidosa em qualquer caso. O Plano Schlieffen foi o produto dessa mentalidade e deixou o Estado-Maior confiante de que a guerra terminaria (pelo menos no oeste) muito antes que a escassez de alimentos se tornasse um problema. No entanto, quando se tornou claro que o Plano Schlieffen tinha falhado e que a Alemanha teria de travar uma longa guerra em duas frentes, factores como o recrutamento de trabalhadores agrícolas, a requisição de cavalos, o mau tempo e o desvio de azoto da produção de fertilizantes para explosivos militares combinaram-se para causar uma queda considerável na produção agrícola. 
Um fator-chave foi a Declaração de Londres de 1909, que tentou estabelecer as regras geralmente reconhecidas do direito internacional. Embora assinado, nunca foi formalmente ratificado por nenhum país (o Senado dos EUA consentiu, mas não a tempo do início da guerra). Os britânicos, em particular, não aceitaram totalmente a Declaração, mas também não a desconsideraram completamente. Além de especificar certas regras sobre o tratamento de navios neutros, a declaração definiu três categorias de carga neutra durante a guerra:
1. Contrabando absoluto, que é claramente carga militar que pode ser apreendida sem aviso prévio.
2. Contrabando condicional, que são mercadorias de dupla finalidade, incluindo alimentos. Eles poderiam ser capturados se "fosse demonstrado que eram destinados ao uso das forças armadas ou de um departamento governamental do estado inimigo".
3. Mercadorias que não devem ser declaradas contrabando, como suprimentos médicos, mas também certas matérias-primas e bens civis.

Os britânicos iriam “modificar” e “complementar” a Declaração no seu bloqueio. 

## Bloqueio

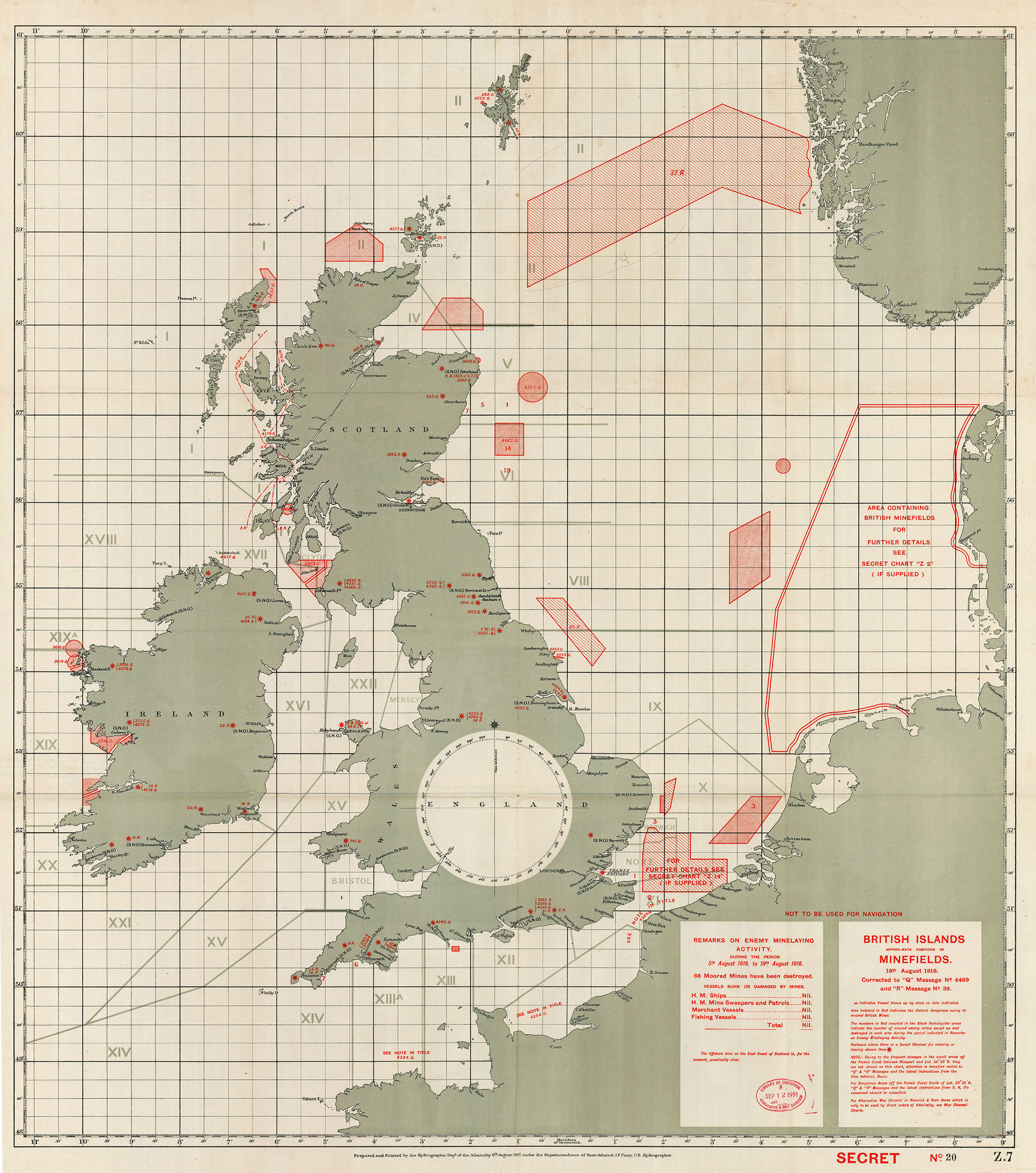
Mapa oficial da Marinha Real mostrando posições aproximadas de campos minados navais ao redor das Ilhas Britânicas, 19 de agosto de 1918.

O Reino Unido, com seu poder marítimo avassalador, estabeleceu um bloqueio naval à Alemanha imediatamente após a eclosão da guerra em agosto de 1914. Isto foi fortalecido ou enfraquecido em várias etapas. 
1. Em 20 de agosto de 1914, uma Ordem Marítima em Conselho declarou que o Contrabando Condicional seria tratado como Contrabando Absoluto.
2. Em 21 de setembro de 1914, a Proclamação de Contrabando transferiu muitos produtos da lista "não declarados como contrabando" para a lista de Contrabando Condicional.
3. Em 29 de outubro de 1914, devido aos protestos americanos, uma nova Ordem Marítima em Conselho revogou a ordem de 20 de agosto, mas colocou sobre os proprietários das mercadorias o ônus de provar que não havia um destino militar.
4. Em 2 de novembro de 1914, acusando a Alemanha de colocar ilegalmente minas navais, a Grã-Bretanha declarou o Mar do Norte uma "área militar". Isto significava que, para garantir que "o comércio de todos os países pudesse chegar ao seu destino em segurança", o tráfego na área foi recomendado a seguir faixas específicas (para evitar minas alemãs e minas britânicas, ostensivamente colocadas para proteger contra navios de guerra alemães), forçando-os a submeter-se à inspeção britânica. [15]
5. Em 11 de março de 1915, uma Ordem Marítima em Conselho anunciou que os britânicos iriam "apreender todos os navios que transportassem mercadorias de suposto destino, propriedade ou origem inimiga". Isto foi uma retaliação ao anúncio alemão de “zona de guerra” em Fevereiro de 1915. [15]

A última dessas medidas também foi precedida pelo caso da SS Wilhelmina (1888), um navio de carga com bandeira dos EUA que transportava alimentos americanos para Hamburgo. Os donos da carga emitiram uma garantia de que a comida não seria usada pelos militares alemães, o que foi aceito pelos britânicos. Entretanto, enquanto o navio estava a caminho, em 26 de janeiro de 1915, o Conselho Federal Alemão anunciou que o governo alemão confiscaria todos os grãos na Alemanha, um decreto interpretado pelos britânicos como colocando todo o suprimento de alimentos sob o controle do Exército Alemão. Assim, o Wilhelmina foi detido em Falmouth, a partir de 9 de fevereiro, enquanto britânicos, alemães e americanos debatiam como o decreto afetava a garantia original. A Ordem do Conselho de 11 de março ultrapassou os procedimentos do tribunal de prêmios que estavam originalmente planeados para 31 de março e a questão foi finalmente resolvida em julho de 1916 por Lord Mersey, que ordenou ao Governo Britânico que comprasse a carga e pagasse indemnizações aos armadores, rejeitando as reivindicações dos americanos de direitos comerciais neutros.  
Por fim, tornou-se claro que as medidas britânicas impediam praticamente o comércio marítimo neutro, incluindo produtos alimentares, com as Potências Centrais.  Embora os britânicos tenham evitado o uso da palavra "bloqueio" nos pronunciamentos acima, suas ações representaram um "bloqueio distante" eficaz, em violação direta de grande parte da Declaração de Londres. Os britânicos defenderam as suas acções salientando que nunca tinham ratificado o acordo, argumentando que estavam a retaliar as acções alemãs, sugerindo que a Declaração não conseguiu prever a utilização militar de alguns bens (como a borracha),  e referindo-se ao argumento jurídico alemão de que as cidades costeiras poderiam ser tratadas como fortificações e sujeitas a bombardeamentos.  Apesar dos protestos, a maioria dos navios mercantes neutros concordou em atracar nos portos britânicos para serem inspeccionados e depois escoltados, menos qualquer carga "ilegal" destinada à Alemanha, através dos campos minados britânicos até aos seus destinos. 

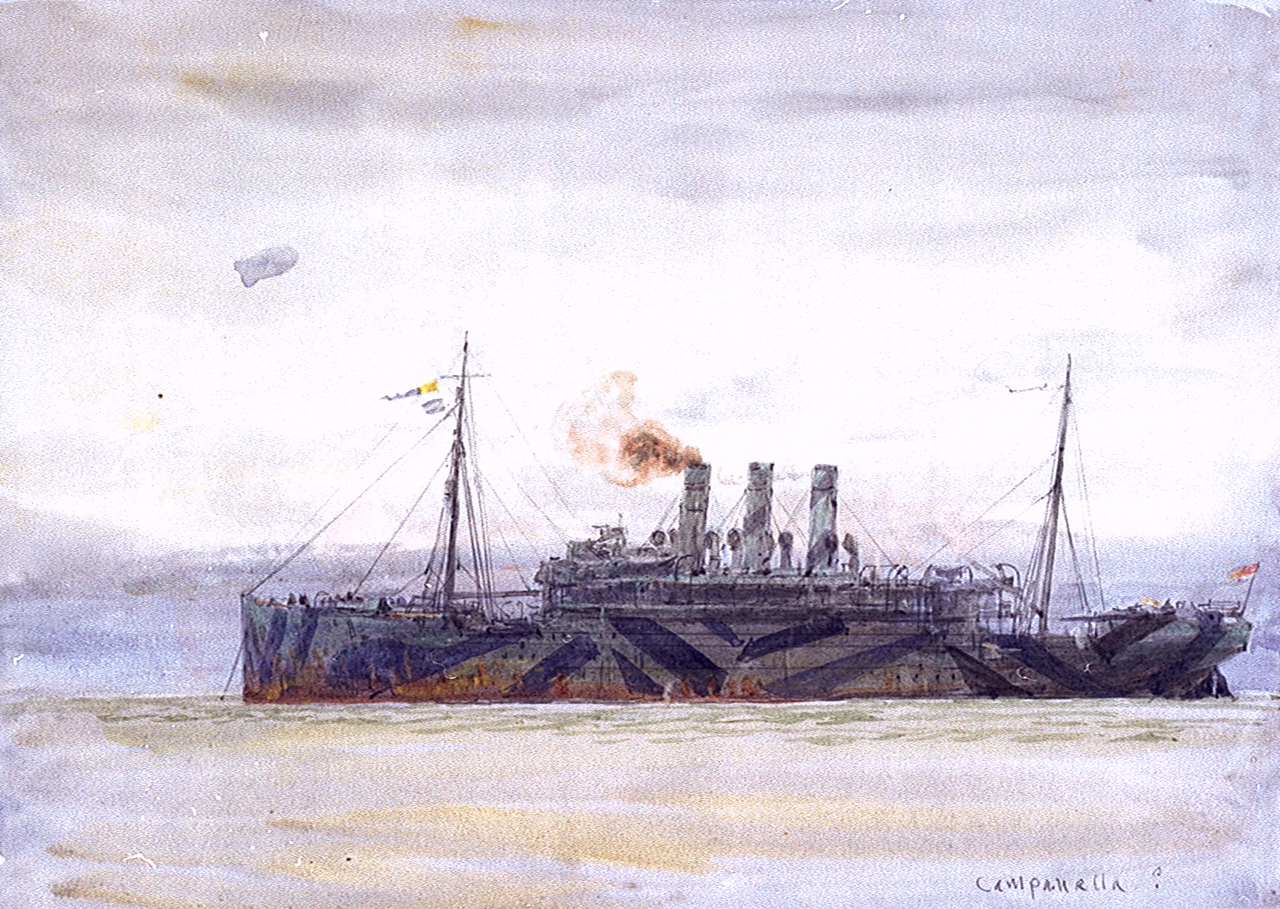
, um dos cruzadores mercantes armados da Patrulha do Norte.

Em março de 1916, por sugestão de Robert Peet Skinner, Cônsul Geral dos Estados Unidos em Londres, o procedimento de inspeção foi consideravelmente simplificado para navios neutros. Um manifesto certificado poderia ser enviado antecipadamente por telegrama à embaixada britânica local, que, se concordasse, poderia emitir um documento conhecido como "navicert", que era encaminhado ao Almirantado e permitiria que a carga passasse pelo bloqueio sem a necessidade de inspeção. 

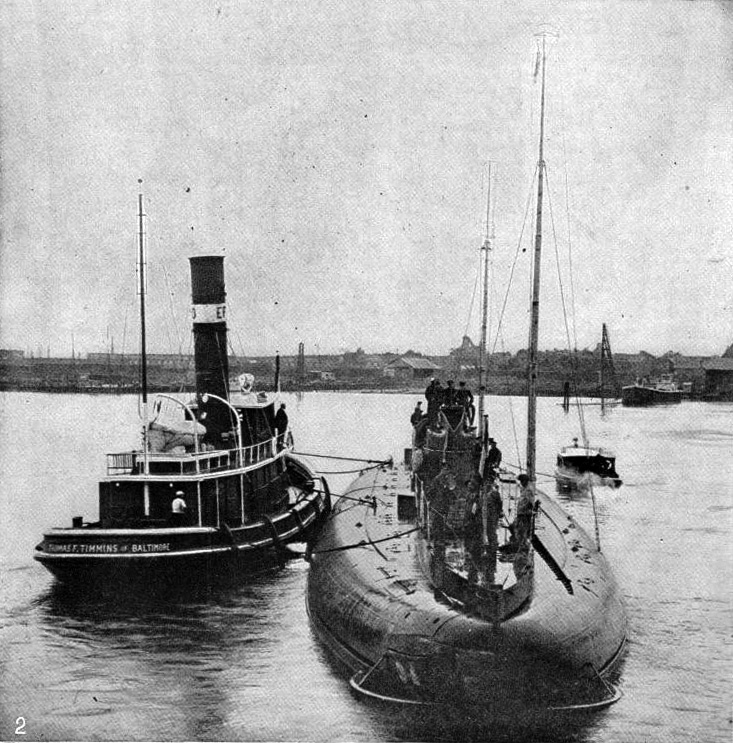
O submarino alemão Deutschland, que realizava bloqueios, chega a Baltimore em julho de 1916.

As Ilhas Britânicas formavam o que o Almirante Beatty descreveu como "um grande quebra-mar nas águas alemãs, limitando assim a passagem de navios para os mares exteriores a duas saídas". A Patrulha de Dover fechou o estreito Canal da Mancha, enquanto a Patrulha do Norte fechou o Mar do Norte ao longo de 250km de distância entre Shetland e Noruega, apoiada pela enorme Grande Frota baseada em Scapa Flow, em Orkney.  Uma flotilha de submarinos britânicos operou no Mar Báltico para impedir o fornecimento de minério de ferro sueco à Alemanha.  Um memorando enviado ao Gabinete de Guerra Britânico em 1 de Janeiro de 1917 declarou que muito poucos suprimentos estavam a chegar à Alemanha ou aos seus aliados através do Mar do Norte ou de outras áreas, como os portos adriáticos da Áustria-Hungria, que estavam sujeitos a um bloqueio francês desde 1914. 
O governo alemão considerou o bloqueio uma tentativa de levar o país à derrota pela fome. Militarmente, eles tentaram retaliar na mesma moeda, em particular por meio da campanha dos submarinos. A Frota Alemã de Alto-Mar também partiu diversas vezes, de 1914 a 1916, para reduzir a Grande Frota Britânica e recuperar o acesso a importações vitais. Os conflitos marítimos culminaram na indecisa Batalha da Jutlândia em 1916, nunca conseguindo quebrar o bloqueio.  
Alguns navios mercantes alemães serviram como navios de bloqueio, conseguindo iludir a Patrulha do Norte em períodos de pouca visibilidade. O transporte marítimo neutro foi tentado pelos altos preços para contrabandear materiais estratégicos, como borracha, algodão ou metais, que poderiam ser escondidos da inspeção ou listados como bagagem pessoal. Alguns navios neutros conspiraram com os alemães para serem presos em águas dinamarquesas. No entanto, o desespero na Alemanha é ilustrado pela construção de dois submarinos de bloqueio, Deutschland e Bremen. 

## Relações exteriores

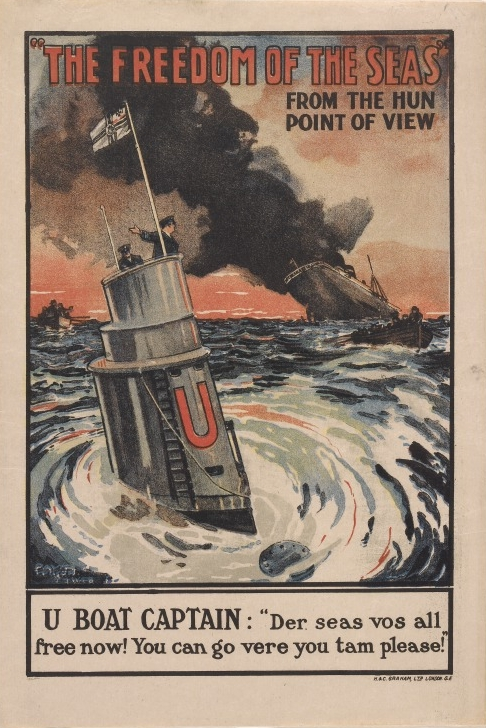
A Liberdade dos Mares. Do ponto de vista dos hunos Cartaz de propaganda britânico ilustrando a contradição entre a posição diplomática alemã e os ataques submarinos

Enquanto militarmente a Grã-Bretanha mantinha o controle firme da situação, a situação diplomática era mais fluida. O bloqueio britânico não abrangia os países neutros vizinhos da Alemanha e, portanto, não poderia ser realmente eficaz sem a cooperação deles. Os mercados alemães podiam oferecer preços altos e, portanto, as importações desses países dispararam. A Holanda se tornou o maior fornecedor de alimentos para a Alemanha em 1915, com as exportações de queijo triplicando e alguns outros produtos quintuplicando. A Alemanha os impediu de exportar para a Bélgica ocupada, e os comerciantes holandeses descobriram que poderiam lucrar consumindo importações e exportando a produção nacional para contornar as solicitações dos Aliados de não permitir a  reexportação. Para combater isso, a partir de 1916 as Potências da Entente fizeram acordos para comprar commodities nesses países a preços acima do mercado, para evitar que fossem compradas pelos alemães. Esta operação foi supervisionada no Reino Unido pelo Ministério do Bloqueio.  Inicialmente, isto não foi bem-sucedido, especialmente porque a Alemanha respondeu torpedeando navios holandeses, forçando as suas exportações a irem para a Alemanha.  Outras autoridades britânicas viam a Suécia como a "principal infratora", pois também estava aumentando enormemente as importações da América para poder exportar para a Alemanha com lucro. As exportações da Suécia, Dinamarca e Noruega para a Alemanha aumentaram em 1915, quase igualando exatamente a perda de comércio com os EUA. A Entente pouco pôde fazer para intervir, uma vez que os suecos também controlavam o trânsito de mercadorias para a Rússia.  Em 1916, o chanceler alemão Bethmann-Hollweg declarou que sem o apoio dos neutros, a Alemanha teria entrado em colapso. 
Os alemães também pressionaram fortemente o governo dos EUA e a comunidade empresarial americana para intervir. Diplomatas alemães repetidamente apontaram que o bloqueio estava prejudicando as exportações americanas. Sob pressão, especialmente de interesses comerciais que desejavam lucrar com o comércio de guerra com ambos os lados, o governo de Woodrow Wilson protestou vigorosamente. A Grã-Bretanha não queria antagonizar os americanos e criou um programa para comprar algodão americano, garantindo que o preço ficasse acima dos níveis de tempos de paz e apaziguando os comerciantes de algodão. Quando os navios americanos foram parados com contrabando, os britânicos compraram toda a carga e liberaram o navio sem carga. 
Em última análise, os britânicos tiveram mais sucesso com os países neutros, pois o seu bloqueio foi cuidadoso para limitar os inconvenientes aos neutros, enquanto os esforços alemães para atacar o tráfego para o Reino Unido tiveram o efeito de alienar a opinião mundial, ajudando os esforços britânicos.  Diplomatas holandeses, por exemplo, explicaram que sua cooperação com a Alemanha se deu apenas por medo de que os alemães "torpedeassem seus navios sem piedade". Os britânicos também conseguiram exercer pressão através do controlo das exportações britânicas, como o carvão e os fertilizantes, e através da ameaça de prolongar potencialmente o bloqueio.  À medida que a guerra avançava, os países neutros cooperavam cada vez mais com os britânicos, e assim o bloqueio finalmente começou a fazer efeito. As coisas só pioraram com a declaração alemã de fevereiro de 1917 de guerra submarina irrestrita (o que significou uma perda de tonelagem neutra, tanto por navios afundados como pela requisição de navios pelos Aliados) e a subsequente entrada americana na Primeira Guerra Mundial (que acrescentou imensa pressão dos EUA aos esforços britânicos).  A Suécia, por exemplo, foi uma das últimas a ceder. Mesmo com o naufrágio (em 1916) de quase 100 de seus navios por submarinos alemães, mesmo durante a colheita fracassada de 1916, quando a Suécia sofreu com a fome, o país continuou a exportar alimentos e minério de ferro para a Alemanha. Mas o governo de Hjalmar Hammarskjöld caiu no ano seguinte, e a pressão anglo-americana combinada forçou restrições crescentes à exportação para a Alemanha até uma proibição total em maio de 1918. 
Segundo o historiador Alan Kramer [de], uma questão relacionada e talvez mais importante para a Alemanha foi simplesmente o fato de que a Alemanha acabou em guerra com a maioria de seus parceiros comerciais. Kramer observa que dos 2,5 milhões de toneladas de trigo importadas pela Alemanha em 1913, 0,85 milhão de toneladas vieram do Canadá e da Rússia, 0,09 milhão de toneladas vieram da Romênia (que se juntou aos Aliados em 1916) e 1 milhão de toneladas vieram dos EUA. Além disso, mais de metade das exportações da Alemanha, com as quais poderia esperar pagar as importações, destinavam-se à Grã-Bretanha, Rússia e França. 

## Efeitos na guerra

### Materiais estratégicos

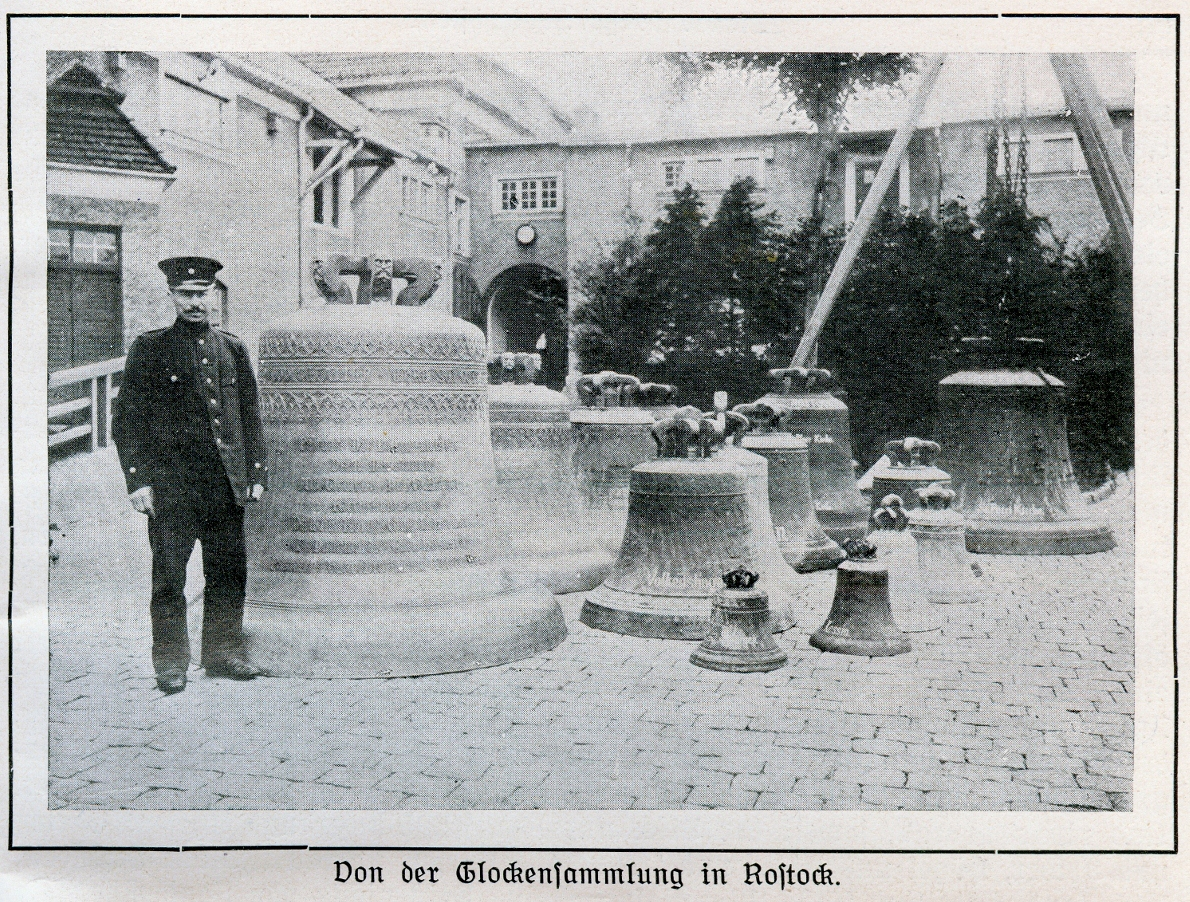
Sinos de igreja para reciclagem em Rostock em 1917.

Antes da guerra, mais de 50% das importações alemãs eram matérias-primas ou semiacabadas para a indústria alemã; principalmente fibras e fios têxteis, peles de animais, metais não ferrosos e minérios, madeira, minério de ferro, carvão, petróleo bruto e derivados, salitre e borracha. Embora no início da guerra os estoques de materiais estratégicos correspondessem a apenas três a seis meses do consumo pré-guerra, a Alemanha conseguiu mitigar os efeitos do bloqueio de várias maneiras. Sucata e matérias-primas como carvão e minério de ferro foram retiradas de territórios ocupados na França e na Bélgica. Na Alemanha, antigas minas foram reabertas e material foi recuperado de pilhas de rejeitos. A sucata foi reciclada do campo de batalha e da população civil;  por exemplo, um decreto de março de 1917 ordenou que os sinos das igrejas fossem fundidos para o esforço de guerra, resultando na perda de 44% dos sinos da Alemanha.  Outras escassez foram atenuadas pela substituição, auxiliada pela indústria química bem desenvolvida da Alemanha e pelos departamentos de pesquisa universitária; um exemplo é a extração de salitre da amônia feita pelo processo Haber-Bosch. Também era possível obter fornecimentos dentro da aliança das Potências Centrais, como bauxita para a produção de alumínio da Áustria-Hungria  e petróleo da Galiza Austríaca. O petróleo também foi importado por via terrestre da Roménia, até se juntar à Entente em meados de 1916. 

Um caminhão Daimler com pneus de ferro.

No entanto, nem todas as escassez puderam ser supridas. A falta de borracha significava que os caminhões tinham que ser equipados com pneus de ferro, limitando sua velocidade a 19km/h. O exército tinha prioridade em têxteis e couro, de modo que os civis não conseguiam obter roupas e calçados novos. Os programas de armas foram por vezes atrasados ou cancelados por falta de metais;  um exemplo é a produção do tanque pesado alemão, o A7V, cujo primeiro modelo de produção foi concluído em Outubro de 1917, mas apenas vinte tanques tinham chegado às unidades de combate até ao Armistício. 

### Alimentos
Os primeiros relatos em língua inglesa sobre os efeitos do bloqueio de produtos alimentares foram feitos por humanitários, diplomatas e profissionais médicos, que se mostraram solidários com o sofrimento do povo alemão.  O relato oficial alemão, baseado em dados sobre doenças, crescimento de crianças e mortalidade, criticou duramente os Aliados, chamando o bloqueio de um crime contra pessoas inocentes.  O primeiro relato encomendado pelos Aliados foi escrito pelo Professor AC Bell e pelo Brigadeiro-General Sir James E. Edmonds, que levantou a hipótese de que o bloqueio levou a movimentos revolucionários, mas concluiu que, com base nas evidências, "é mais do que duvidoso que esta seja a explicação correta". Os alemães queriam acabar com a guerra por causa da escassez de alimentos, mas os trabalhadores organizaram uma revolução por causa da teoria de longo prazo do socialismo. Os revolucionários afirmavam nos seus slogans, por exemplo, que eram Arbeitssklaven (escravos trabalhadores) da monarquia.  Edmonds, por outro lado, foi apoiado pelo Coronel Irwin L. Hunt, que estava encarregado dos assuntos civis na zona ocupada pelos americanos na Renânia, e sustentou que a escassez de alimentos era um fenômeno pós-armistício causado exclusivamente pelas perturbações da Revolução Alemã de 1918-1919. 
Estudos mais recentes também discordam sobre a gravidade do impacto do bloqueio nas populações afetadas na época da revolução e do armistício. Alguns sustentam  que o bloqueio levou a Alemanha e as Potências Centrais à derrota em 1918. Outros sustentam que o armistício de 11 de novembro foi forçado principalmente pelos eventos na Frente Ocidental, e não por quaisquer ações da população civil. A ideia de que uma revolta na retaguarda forçaria o armistício fazia parte do mito da facada nas costas. Além disso, o maior aliado da Alemanha, a Áustria-Hungria, já havia assinado um armistício em 3 de novembro de 1918, o que expôs a Alemanha a uma invasão do sul. Em 29 de setembro de 1918, o general Erich Ludendorff disse ao Kaiser que a frente militar logo entraria em colapso.

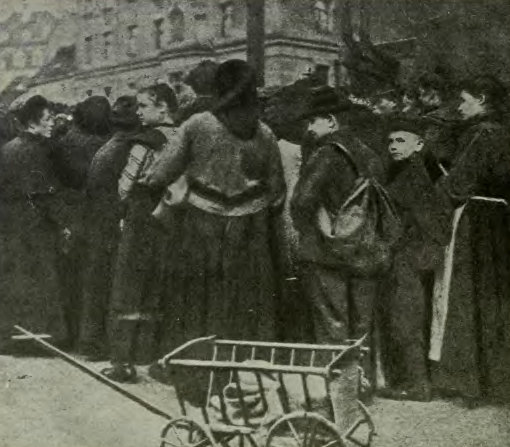
Uma fila de pão em Berlim, 1918.

Todos os estudiosos concordam que o bloqueio contribuiu muito para o resultado da guerra. Em 1915, as importações da Alemanha caíram 55% em relação aos níveis anteriores à guerra e as exportações eram 53% do que eram em 1914. Além de levar à escassez de matérias-primas vitais, como petróleo e metais não ferrosos, o bloqueio também privou a Alemanha de suprimentos de fertilizantes vitais para a agricultura, agravado pelo desvio de estoques existentes para a produção de munições. Isso fez com que alimentos básicos como grãos, batatas, carne e laticínios se tornassem tão escassos no final de 1916 que muitas pessoas foram obrigadas a consumir produtos substitutos, incluindo Kriegsbrot ("pão de guerra") e leite em pó. A escassez de alimentos causou pilhagens e motins não só na Alemanha, mas também em Viena e Budapeste.  A escassez de alimentos era tão grave que, no Outono de 1918, a Áustria-Hungria sequestrou barcaças no Danúbio cheias de trigo romeno com destino à Alemanha, o que por sua vez ameaçou retaliações militares.  Além disso, durante o inverno de 1916 a 1917, houve uma quebra na safra de batata, o que fez com que a população urbana tivesse que subsistir principalmente de nabos suecos. Esse período ficou conhecido como Steckrübenwinter ou Inverno dos Nabos. 

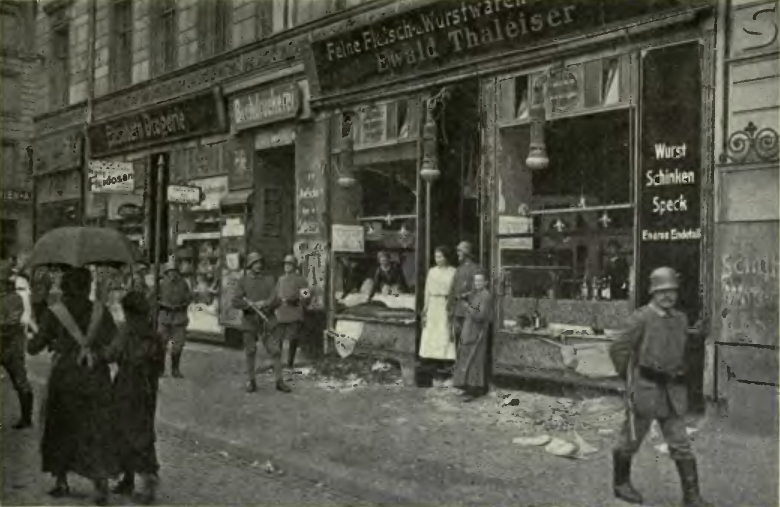
Revoltas por comida em Berlim, 1918; uma loja saqueada na Invalidenstraße.

O governo alemão fez algumas tentativas de combater os efeitos do bloqueio, com eficácia questionável. Em 1914, os controles legais de preços de itens básicos incentivaram os agricultores a recorrer a produtos não regulamentados, agravando assim a escassez. No início de 1915, a escassez de batata foi atribuída ao uso do vegetal na alimentação de porcos, o que levou ao Schweinemord ou "massacre dos porcos", que resultou em um excesso de produtos de carne suína, a principal fonte de proteína para a classe trabalhadora alemã. Isto foi seguido por uma escassez de carne de porco, uma vez que muitos porcos foram abatidos num curto espaço de tempo.  Um complicado sistema de racionamento, introduzido inicialmente em janeiro de 1915, tinha como objetivo garantir que uma necessidade nutricional mínima fosse atendida, com "cozinhas de guerra" fornecendo refeições baratas em massa para civis empobrecidos em cidades maiores. Contudo, por vezes, as rações apenas correspondiam a 1000 calorias por dia, exigindo suplementos provenientes do mercado negro que os pobres dificilmente podiam pagar. 
Assim, a política alemã frequentemente serviu para piorar a escassez de alimentos. Particularmente ressentido foi o efeito da distribuição desigual.  Esperava-se que os civis compensassem o bloqueio trabalhando mais duro do que nunca. Por exemplo, o Programa Hindenburg de Economia foi lançado em 31 de Agosto de 1916 e concebido para aumentar a produtividade da guerra através do emprego obrigatório de todos os homens entre os 17 e os 60 anos, obtendo apenas um sucesso parcial.  Mas as autoridades alemãs destinaram aos civis urbanos (que representam 67% da população) apenas um terço da colheita de grãos. Os militares eram a verdadeira prioridade, com 10% da população nas forças armadas recebendo 30% dos grãos e 60% dos suprimentos de carne, além de alimentos saqueados dos territórios ocupados. Mesmo com uma crise alimentar iminente na véspera do armistício, o exército criou uma reserva de 1,5 milhões de toneladas de cereais (equivalente a 7 meses de importações anteriores à guerra), além de outros alimentos, para uma possível batalha de última hora. 

## Pós-armistício

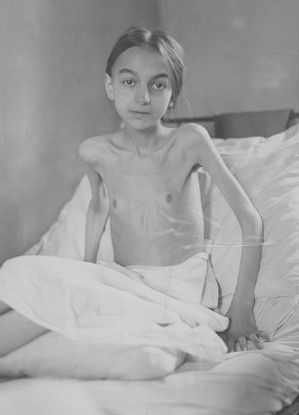
Imagem de imprensa de uma criança alemã desnutrida com tuberculose. Foto marcada entre 1918 e 1920.

A guerra terminou com o Armistício de 11 de novembro de 1918:
Vinte e seis - As condições de bloqueio existentes estabelecidas pelas potências aliadas e associadas permanecerão inalteradas e todos os navios mercantes alemães encontrados no mar permanecerão passíveis de captura. Os Aliados e os Estados Unidos deveriam considerar o aprovisionamento da Alemanha durante o armistício na medida reconhecida como necessária. 
O bloqueio continuaria, portanto, até que a Alemanha assinasse um acordo formal de paz.  No início de 1919, as rações nas cidades alemãs eram em média de 1.500 calorias por dia.  A curto prazo, a Alemanha evitaria a fome consumindo reservas (frequentemente redistribuídas contra as tentativas dos governos de as garantir para uso militar), mas esses fornecimentos não durariam para sempre. 
Os americanos estavam mais preocupados com as más condições na Alemanha, com o administrador de alimentos dos EUA, Herbert Hoover, desejando um fim quase imediato do bloqueio para que os EUA pudessem vender seu excedente. Os franceses eram os mais hostis, temerosos de uma nova invasão.  A Grã-Bretanha estava algures no meio, sendo Winston Churchill uma das figuras que tomou nota.  Em março, ele enfatizou a necessidade de um acordo rápido para a Câmara dos Comuns Britânica: "Estamos mantendo todos os nossos meios de coerção em plena operação, ou em prontidão imediata para uso. Estamos aplicando o bloqueio com vigor. Temos exércitos fortes prontos para avançar no menor aviso. A Alemanha está muito perto da fome. As evidências que recebi dos oficiais enviados pelo Ministério da Guerra por toda a Alemanha mostram, em primeiro lugar, as grandes privações que o povo alemão está sofrendo e, em segundo lugar, o grande perigo de um colapso de toda a estrutura da vida social e nacional alemã sob a pressão da fome e da desnutrição. Agora é, portanto, o momento de resolver". 
De fato, as negociações se arrastaram com pouco progresso nos primeiros quatro meses. Embora o armistício mencionasse o fornecimento de alimentos, a Entente demorou a resolver questões como os direitos de pesca e a forma como a Alemanha deveria pagar pelos alimentos.  Para os alemães, nas negociações de janeiro de 1919 a março de 1919, eles se recusaram a concordar com a exigência dos Aliados de entregar temporariamente seus navios mercantes ao seu controle para fornecer transporte. O chefe da delegação alemã para o armistício, Matthias Erzberger, queria garantias de que as importações de alimentos poderiam ser financiadas com crédito estrangeiro devido às empresas alemãs.  Os líderes da indústria e do governo temiam que os Aliados pudessem confiscar a frota como reparação, de modo a ganhar uma vantagem competitiva sobre as indústrias alemãs.  Em caráter privado, as autoridades alemãs inicialmente consideraram o armistício apenas uma cessação temporária da guerra (para que pudessem reagrupar suas forças) e temiam que, quando os combates recomeçassem, os navios seriam confiscados imediatamente. Em janeiro, autoridades alemãs notificaram um representante americano em Berlim que a escassez de alimentos não se tornaria crítica até o final da primavera, com alguns líderes pedindo um atraso nas remessas para evitar o fortalecimento da esquerda alemã. Finalmente, os alimentos começaram a chegar em navios americanos em Março,  e perante a ameaça de motins alimentares, a Alemanha concordou finalmente em entregar a sua frota em 14 de Março de 1919. Os Aliados permitiram que a Alemanha, sob a sua supervisão, importasse 300.000 toneladas de cereais e 70.000 toneladas de carne de porco curada por mês até Agosto de 1919,  tornando-se o maior destinatário de importações de alimentos.  As restrições restantes foram finalmente levantadas em 12 de julho de 1919, depois de a Alemanha ter assinado o Tratado de Versalhes. 

## Número de mortos
As estatísticas oficiais alemãs estimam que 763.000 mortes de civis por desnutrição e doenças foram causadas pelo bloqueio da Alemanha. As estatísticas vieram de um relatório do Gabinete Nacional de Saúde Alemão publicado em dezembro de 1918 que estimou que o bloqueio foi responsável pela morte de 762.796 civis, e o relatório alegou que esse número não incluía mortes causadas pela epidemia de gripe espanhola em 1918 porque os números dos últimos seis meses de 1918 foram estimados pelos primeiros seis meses.  Essa estimativa foi duramente criticada. Maurice Parmelle sustentou que "está muito longe de ser exacto atribuir ao bloqueio todo o excesso de mortes acima da mortalidade pré-guerra" e acreditava que os números alemães eram "um pouco exagerados",  enquanto em 1985 C. Paul Vincent escreveu que a metodologia da estimativa era "peculiar" e por isso a estimativa era impossível de confirmar, possivelmente demasiado elevada.  O historiador Alan Kramer observa que muitos autores aceitaram a estimativa pelo seu valor nominal, mas adverte que ela vem de uma fonte partidária num contexto de “ódio nacionalista trémulo”.  As reivindicações alemãs foram feitas enquanto a Alemanha travava uma campanha de propaganda para acabar com o bloqueio aliado à Alemanha após o armistício. A Alemanha também levantou a questão do bloqueio aliado para combater as acusações contra o uso alemão da guerra submarina.  
Em 1928, um estudo acadêmico alemão, patrocinado pelo Carnegie Endowment for International Peace, forneceu uma análise completa das mortes de civis alemães durante a guerra. O estudo estimou 424.000 mortes de civis com mais de um ano de idade relacionadas à guerra na Alemanha, sem incluir a Alsácia-Lorena, e os autores atribuíram as mortes de civis acima do nível pré-guerra principalmente à escassez de alimentos e combustível em 1917-1918. O estudo também estimou 209.000 mortes adicionais por gripe espanhola em 1918.  Um estudo patrocinado pelo Carnegie Endowment for International Peace em 1940 estimou o número de mortos civis alemães em mais de 600.000. Com base no estudo alemão de 1928, afirmou: "Um inquérito exaustivo levou à conclusão de que o número de mortes 'civis' atribuíveis à guerra foi de 424.000, número ao qual devem ser adicionadas cerca de 200.000 mortes causadas pela epidemia de gripe". 
O historiador e demógrafo Jay Winter estimou que houve 300.000 mortes a mais na Alemanha devido ao bloqueio, após subtrair as mortes causadas pela epidemia de gripe.  Em 2014, Kramer calculou que, paradoxalmente, a mortalidade excessiva de civis britânicos aumentou a uma taxa maior do que a dos alemães (1,3%, em comparação com ~1% na Alemanha). Embora os britânicos não tenham sofrido fome (já que a campanha dos submarinos falhou miseravelmente nos seus objectivos), as mortes foram causadas por doenças associadas às más condições de guerra. 
Os números oficiais alemães sobre o número de mortos pelo bloqueio não abrangem o período pós-guerra, embora o Dr. Max Rubner tenha afirmado em um artigo de abril de 1919 que 100.000 civis alemães morreram devido à continuação do bloqueio da Alemanha após o armistício.  O activista anti-guerra do Partido Trabalhista Britânico, Robert Smillie, emitiu uma declaração em Junho de 1919 condenando a continuação do bloqueio e dando o mesmo valor.  

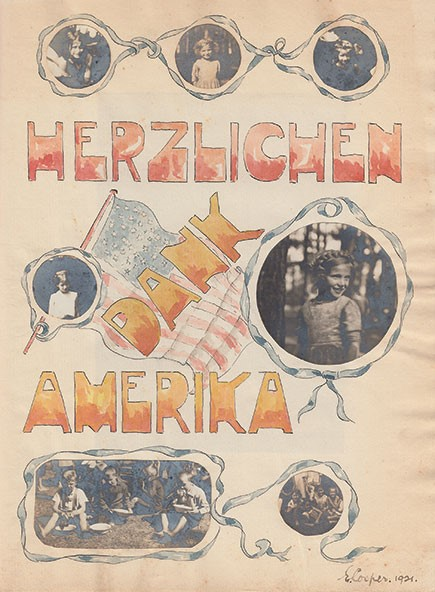
"Sinceros agradecimentos, América". Álbum de recortes doado ao programa de assistência aos quacres americanos para ajudar crianças alemãs, 1921.

De uma perspectiva mais moderna, em 1985, C. Paul Vincent descobriu que não existem dados confiáveis sobre o número de mortos para o período imediatamente após o armistício de novembro de 1918, mas afirma que, para o povo alemão, esses foram os meses mais devastadores, pois "o estado deplorável da Alemanha se deteriorou ainda mais".  NP Howard coloca metade de sua estimativa geral de 474.085 mortes civis em excesso (incluindo gripe) no período pós-guerra, mas atribui cerca de 100.000 às condições de fome incipientes no primeiro mês. As condições melhoraram muito depois que os conselhos de soldados invadiram grandes reservas de alimentos militares (reservadas para a continuação da guerra) e as entregaram à população civil. 
Sally Marks argumenta que os relatos de um bloqueio de fome são um "mito", uma vez que condições piores ocorreram ao mesmo tempo na Bélgica e nas regiões da Polónia e do norte de França que a Alemanha tinha ocupado, e observa casos conhecidos de relatos fabricados de crianças famintas.  Mary Cox rejeita tais argumentos, escrevendo que, embora os relatórios alemães (incluindo fotos "bizarras" de crianças famintas) tenham sido exagerados para efeito político, embora algumas partes da Europa possam ter sofrido pior, muitos milhões sofreram, sem dúvida, uma privação nutricional intensa, na qual a política intencional dos Aliados desempenhou algum papel. 
O impacto na infância foi avaliado por Cox usando dados recém-descobertos, baseados em alturas e pesos de quase 600.000 crianças em idade escolar alemãs, que foram medidas entre 1914 e 1924. Os dados indicam que as crianças sofriam de desnutrição grave. A classe foi um fator importante, pois as crianças da classe trabalhadora foram as que mais sofreram, mas foram as que se recuperaram mais rapidamente após a guerra. A recuperação da normalidade foi possível graças à ajuda alimentar maciça organizada pelos Estados Unidos e outros antigos inimigos.   